# آرتور جانسون (بازیکن فوتبال، زاده ۱۹۳۳)
آرتور جانسون (انگلیسی: Arthur Johnson; ۲۳ ژانویهٔ ۱۹۳۳ – ۲۰ ژوئن ۲۰۱۱) بازیکن فوتبال اهل بریتانیا بود.
از باشگاه‌هایی که در آن بازی کرده‌است می‌توان به باشگاه فوتبال بلکبرن روورز و باشگاه فوتبال ورکسام اشاره کرد.